# 카탸 자이칭거
카탸 자이칭거(독일어: Katja Seizinger, 1972년 5월 10일~)는 독일의 은퇴한 알파인 스키 선수이다. 올림픽에서 금메달 3개, 동메달 2개를 획득했고 세계 선수권 대회에서 금메달 1개, 은메달 3개를 획득했다. 또한 알파인 스키 월드컵에서 종합 우승 2회를 차지했으며, 금메달 36개를 포함하여 총 76개의 메달을 획득했다.